# Fuad Amin
Fuad Anwar Amin (arabisch فؤاد أنور أمين, DMG Fuʾād Anwar Amīn; * 13. Oktober 1972 in Riad) ist ein ehemaliger saudi-arabischer Fußballspieler.

## Karriere

### Klub
Er begann seine Karriere in der Saison 1991/92 bei al-Shabab, wo er den Großteil seiner Karriere bis zum Ende der Saison 1998/99 aktiv war. Danach verschlug es ihn kurzzeitig in die Volksrepublik China, wo er in neun Partien für Sichuan Quanxing spielte. Zum Abschluss seiner Karriere kehrte er in sein Heimatland zurück, wo er noch einmal zwei Spielzeiten im Kader von al-Nasr stand.

### Nationalmannschaft
Bereits vor seinem ersten Einsatz für die A-Nationalmannschaft war er in den U-Mannschaften seines Landes aktiv. Mit der U16 gewann er 1989 die Weltmeisterschaft.
Seinen ersten bekannten Einsatz für die saudi-arabische Nationalmannschaft hatte er dann am 24. September 1990 bei einem 4:0-Sieg über Bangladesch während der Asienspiele 1990 in der Startelf. Bei dem Turnier kam er in zwei weiteren Partien zum Einsatz. Auch beim Arabischen Nationenpokal 1992 absolvierte er zwei Partien. Beim König-Fahd-Pokal 1992 kam er ebenfalls in beiden Partien zum Einsatz. Während der Asienmeisterschaft 1992 unterlag er mit seinem Team im Finale Japan mit 0:1. Anschließend war er beim Golfpokal 1992 aktiv.
Nach ein paar Freundschaftsspielen ging es in die Qualifikation für die Weltmeisterschaft 1994, wonach er für sein Team während der Endrunde in zwei Gruppenspielen und dem Viertelfinale im Einsatz war. Auch nahm er am Golfpokal 1994 teil.
Nach zwei Niederlagen beim König-Fahd-Pokal 1995 schied er mit seinem Team aus. Es folgten weitere Freundschafts- als auch Qualifikationsspiele für die Asienmeisterschaft 1996. Bei den Olympischen Spielen 1996 in Atlanta war er in allen drei Partien der Mannschaft im Einsatz. Weiter ging es beim Golfpokal 1996 und zum Ende des Jahres bei der Asienmeisterschaft 1996, wo er in zwei Gruppenspielen auf dem Platz stand. Seine Mannschaft gewann den Titel.
Nachdem er 1997 nicht berücksichtigt worden war, kam er vor seinem letzten Turnier, der Weltmeisterschaft 1998, in ein paar Freundschaftsspielen zum Einsatz. Bei der Weltmeisterschaft selbst kam er als Kapitän in allen Gruppenspielen seines Teams zum Einsatz und beendete danach seine Karriere in der Nationalmannschaft.